# Église Saint-Nicolas du Bourget
L'église Saint-Nicolas du Bourget est une église de Seine-Saint-Denis affectée au culte catholique. Elle est située à l'angle de l'avenue de la Division-Leclerc et de la rue du Commandant-Brasseur.

## Historique

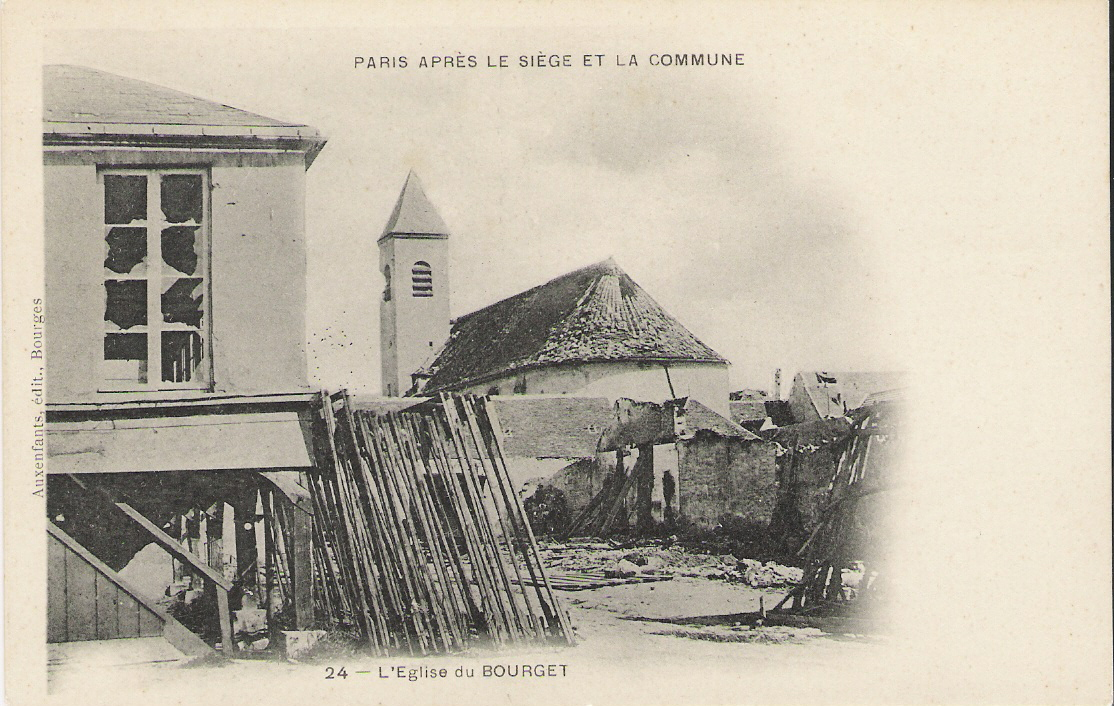
Le Bourget: L'église Saint-Nicolas
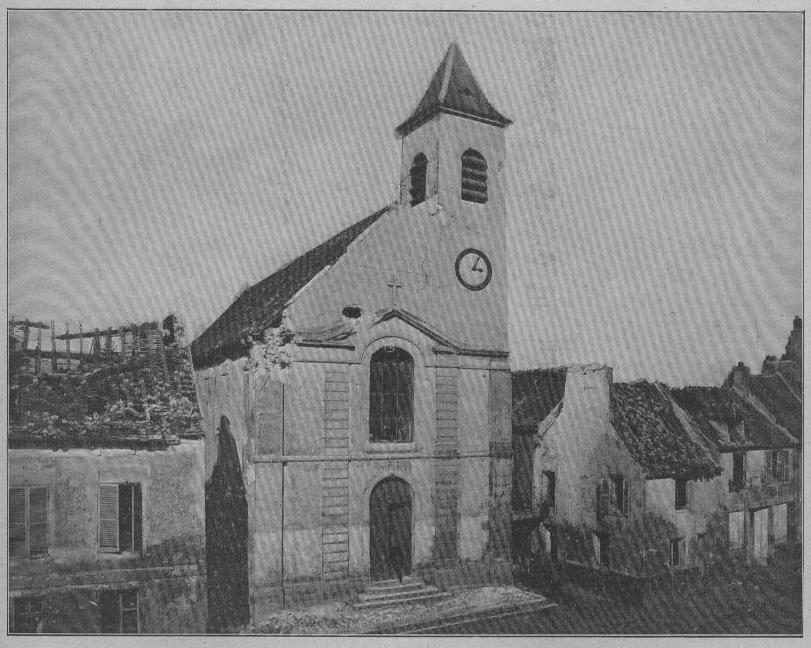
après la guerre de 1870 et la Commune.
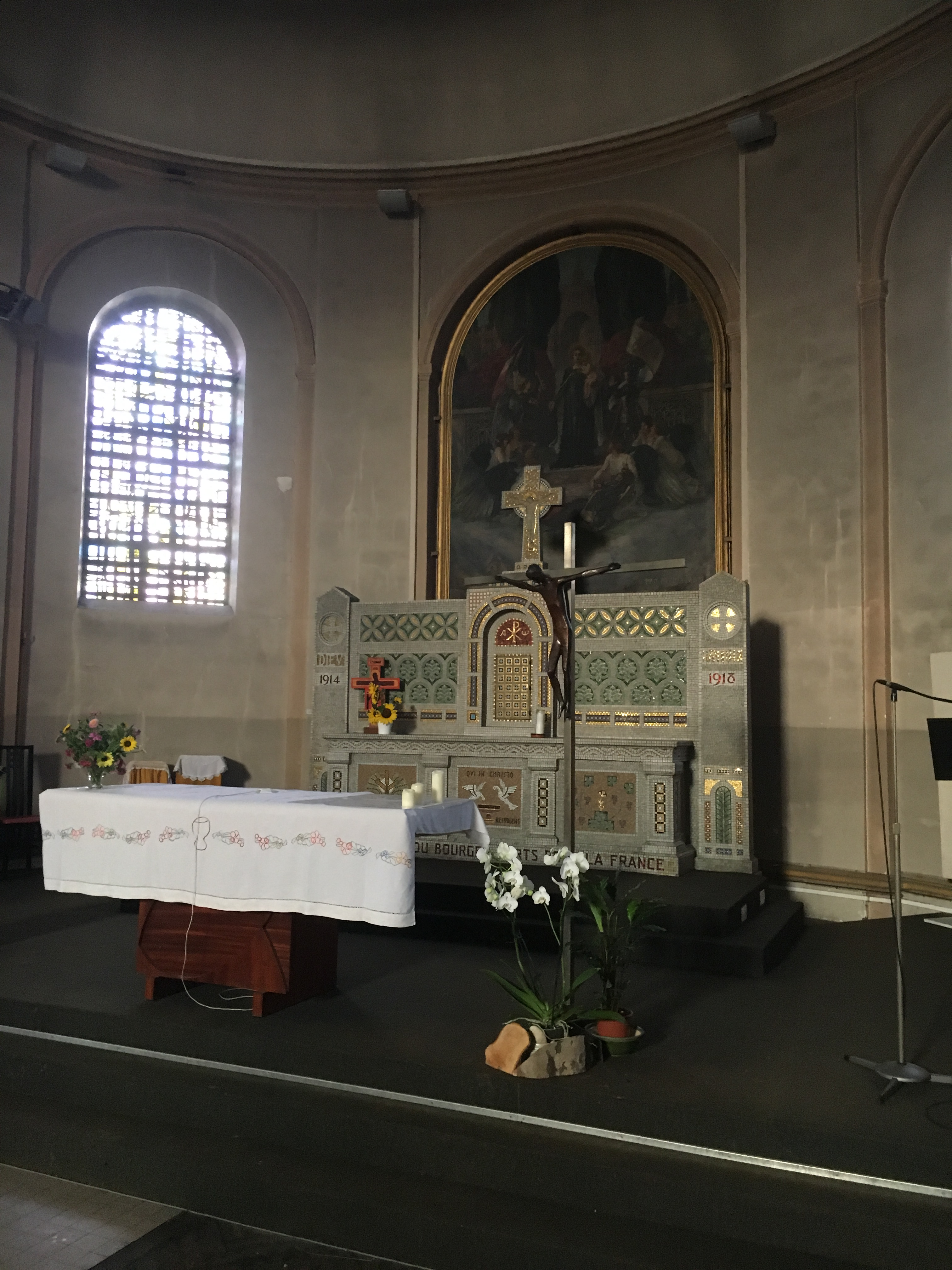
Autel,
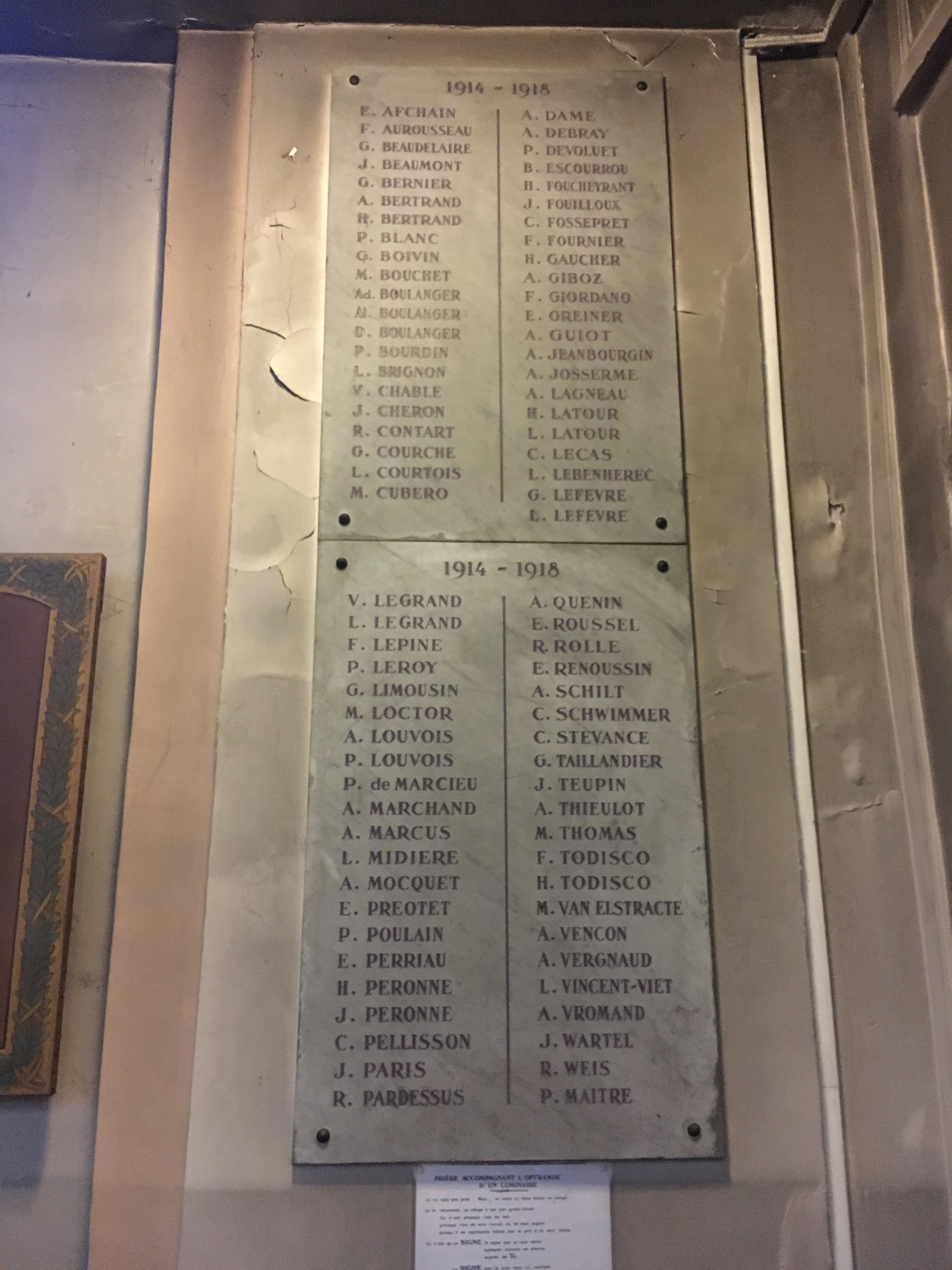
monument aux morts.

L’ancienne église est dédiée à Saint-Nicolas en 1551, par  Charles Boucher, évêque de Mégare et abbé du monastère de Saint-Magloire à Paris. Elle est rebâtie en 1742. Sous la révolution, elle devint un Temple de la Raison avant d’être dédiée par la Convention à l’Être Suprême. Elle est pillée en 1815 par les Prussiens qui suivent Napoléon de retour de la Bataille de Waterloo. Elle est ensuite abîmée à deux reprises pendant la Guerre franco-allemande de 1870. Elle est ensuite restaurée a trois reprises  en 1885, 1906 et 1983.
Le chœur est décorée d'une peinture de Georges Bergès (Bayonne, 1870 - Anglet,1935) exposée en 1913 au Salon des Artistes français sous le titre Tableau destiné à l’église du Bourget, en commémoration de sa défense héroïque en 1870 ou Apothéose des Combats du Bourget.
Tous les deux ans, dans le cadre du Salon International de l’Aéronautique et de l’Espace, une messe y est célébrée.

## Voir aussi

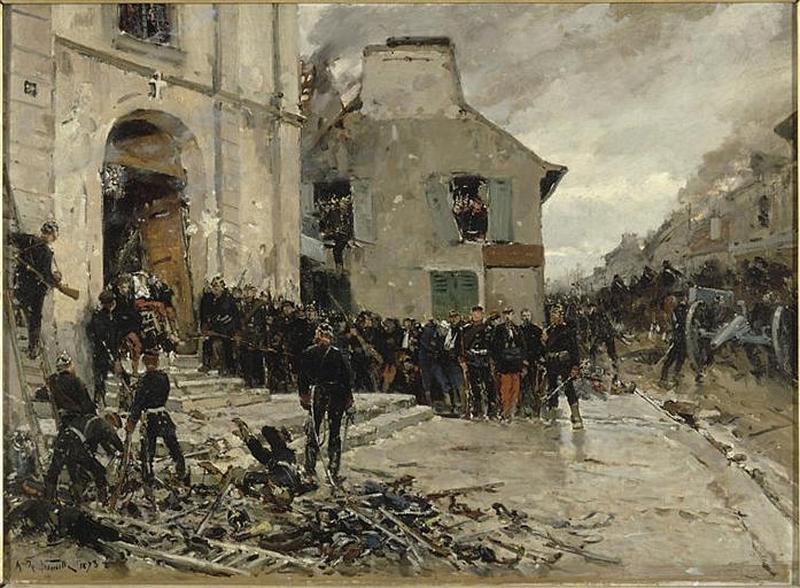
Le Bourget, 30 octobre 1870, Alphonse de Neuville, 1878.